# Shishgarh
Shishgarh es un pueblo y nagar Panchayat situado en el distrito de Bareilly en el estado de Uttar Pradesh (India). Su población es de 25815 habitantes (2011).

## Demografía
Según el  censo de 2011 la población de Shishgarh era de 25815 habitantes, de los cuales 13468 eran hombres y 12347 eran mujeres. Shishgarh tiene una tasa media de alfabetización del 37,36%, inferior a la media estatal del 67,68%: la alfabetización masculina es del 48,61%, y la alfabetización femenina del 25,10%.